# Straßdorf (Schwarzenbach am Wald)
Straßdorf ist ein Gemeindeteil der Stadt Schwarzenbach am Wald im Landkreis Hof (Oberfranken, Bayern). Die Gemarkung Straßdorf hat eine Fläche von 1,144 km². Sie ist in 359 Flurstücke aufgeteilt, die eine durchschnittliche Fläche von 3187,46 m² haben. In ihr liegt neben dem namensgebenden Ort der Gemeindeteil Äußera (zum Teil).

## Geografie
Im Dorf entspringt der Lippertsbach, ein linker Zufluss der Culmitz. Im Norden grenzt der Forst Schwarzenbacher Wald an. Die Staatsstraße 2194 führt unmittelbar zu einer Anschlussstelle der Bundesstraße 173 und diese überbrückend nach Schwarzenbach am Wald (1 km südlich) bzw. nach Geroldsgrün (6 km nördlich). Die Kreisstraße HO 28 führt nach Lippertsgrün (2,1 km nordöstlich) bzw. an Poppengrund, Meierhof und Straßhaus vorbei nach Bernstein am Wald (5,5 km südwestlich). Gemeindeverbindungsstraßen führen nach Göhren (0,5 km westlich) und die B 173 kreuzend nach Äußera (1 km östlich).

## Geschichte
Straßdorf gehörte zur Realgemeinde Schwarzenbach. Gegen Ende des 18. Jahrhunderts bestand Straßdorf aus 14 Anwesen (2 Gütlein, 8 Tropfhäuser, 2 Wohnhäuser, 1 Fallhütte, 1 Wirtshaus). Die Hochgerichtsbarkeit sowie die Grundherrschaft über sämtliche Anwesen hatte das bayreuthische Verwaltungsamt Schwarzenbach am Wald.
Von 1797 bis 1810 unterstand Straßdorf dem Justiz- und Kammeramt Naila. Nachdem im Jahr 1810 das Königreich Bayern das Fürstentum Bayreuth käuflich erworben hatte, wurde der Ort bayerisch. Infolge des Ersten Gemeindeedikts wurde Straßdorf dem 1812 gebildeten Steuerdistrikt Schwarzenbach zugewiesen. Zugleich entstand die Ruralgemeinde Straßdorf, zu der Äußera und Kleindöbra gehörten. Sie war in Verwaltung und Gerichtsbarkeit dem Landgericht Naila zugeordnet und in der Finanzverwaltung dem Rentamt Lichtenberg (1919 in Finanzamt Lichtenberg umbenannt, seit 1955 Finanzamt Naila). Ab 1862 gehörte Straßdorf zum Bezirksamt Naila (1939 in Landkreis Naila umbenannt). Die Gerichtsbarkeit blieb beim Landgericht Naila (1879 in Amtsgericht Naila umgewandelt). Nach 1952 wurden Göhren und Grubenberg von der Gemeinde Räumlas eingegliedert. Dadurch vergrößerte sich die Gebietsfläche von 1,225 km² auf 3,346 km². Am 1. April 1971 wurde die Gemeinde Räumlas mit seinen verbliebenen Gemeindeteilen Lerchenhügel und Sorg eingegliedert. Im Zuge der Gebietsreform in Bayern wurde die Gemeinde Straßdorf am 1. Mai 1978 nach Schwarzenbach am Wald eingemeindet.

### Einwohnerentwicklung
Gemeinde Straßdorf
| Jahr      | 1819  | 1840   | 1852   | 1855   | 1861   | 1867   | 1871   | 1875   | 1880   | 1885   | 1890   | 1895   | 1900   | 1905   | 1910   | 1919   | 1925   | 1933   | 1939   | 1946   | 1950  | 1952   | 1961  | 1970   |
| Einwohner | 197   | 308    | 346    | 366    | 327    | 335    | 323    | 334    | 323    | 323    | 322    | 301    | 297    | 308    | 341    | 360    | 345    | 433    | 462    | 605    | 590   | 587    | 724   | 763    |
| Häuser    |       |        |        |        |        |        | 43     |        |        | 47     | 48     |        | 50     |        |        |        | 58     |        |        |        | 87    |        | 140   |        |
| Quelle    | [ 7 ] | [ 14 ] | [ 14 ] | [ 14 ] | [ 15 ] | [ 16 ] | [ 17 ] | [ 18 ] | [ 19 ] | [ 20 ] | [ 21 ] | [ 14 ] | [ 22 ] | [ 14 ] | [ 23 ] | [ 14 ] | [ 24 ] | [ 14 ] | [ 14 ] | [ 14 ] | [ 8 ] | [ 14 ] | [ 9 ] | [ 25 ] |

Ort Straßdorf
| Jahr      | 001799 | 001819 | 001861 | 001871 | 001885 | 001900 | 001925 | 001950 | 001961 | 001970 | 001987 | 002020 |
| Einwohner | 88     | 146    | 251    | 221    | 228    | 220    | 265    | 442    | 485    | 541    | 543    | 425    |
| Häuser    | 16     |        |        |        | 31     | 34     | 42     | 63     | 86     |        | 155    |        |
| Quelle    | [ 26 ] | [ 7 ]  | [ 15 ] | [ 17 ] | [ 20 ] | [ 22 ] | [ 24 ] | [ 8 ]  | [ 9 ]  | [ 25 ] | [ 27 ] | [ 2 ]  |

## Religion
Straßdorf ist seit der Reformation evangelisch-lutherisch geprägt und bis heute nach Schwarzenbach am Wald gepfarrt.